# 베치 러셀
베치 러셀(영어: Betsy Russell, 1963년 9월 6일 ~ )은 미국의 배우, 제작자이다.

## 출연 작품
- 본 앤 미씽 (2017)
- 노크 엠 데드 (2014)
- 포르노 메이커 (2014)
- 맨드레이크 (2010)
- 체인 레터 (2010)
- 쏘우 3D (2010)
- 쏘우: 여섯 번의 기회 (2009)
- 쏘우 V (2008)
- 쏘우 4 (2007)
- 쏘우 3 (2006)
- 매치 포인트 (1995)
- 아모레! (1993, Amore!)
- 델타 히트 (1992, Delta Heat)
- 트래퍼 카운티의 공포 (1989)
- 어느 이혼녀의 고백 (1989)
- 톰보이 (1985)
- 엔젤 2 (1985)
- 무인도 청춘 파티 (1984)
- 프라이빗 스쿨 (1983)

### 텔레비전
- A 특공대 (1983)